# كارل دارلو
كارل دارلو (بالإنجليزية: Karl Darlow)‏ (من مواليد 8 أكتوبر 1990) هو لاعب كرة قدم إنجليزي محترف يلعب دور حارس المرمى لنادي هال سيتي. هو حفيد المهاجم الدولي السابق للويلز كين ليك الذي كان جزءًا من تشكيلة كأس العالم الويلزية عام 1958. دارلو هو نتاج أكاديميتي استون فيلا ونوتنغهام فوريست وقضى وقتا على سبيل الإعارة في كلا نيوبورت كاونتي والسال في مسيرته في وقت سابق.

## الأندية

### نوتنغهام فوريست
بعد أسابيع من تخرجه من أكاديمية أستون فيلا في سن السادسة عشر وبعد عرض مثير للإعجاب في فريق الاحتياطي، حصل دارلو على مساحة على مقاعد البدلاء حيث كان موجودًا لغالبية موسم 2010-2011. كان أول ظهور له ضد كريستال بالاس، في اليوم الأخير من موسم 2010-11، كبديل لي كامب. فاز ريدز بالمباراة 3-0، وهي النتيجة التي ضمنت لهم نقطة البداية.
تم إعارة دارلو في مارس 2012 إلى نيوبورت في الدوري الوطني لمدة شهر. لعب مع النادي وفازوا ب 1-0 على غيتسهيد.
تم إعارة دارلو في 21 سبتمبر 2012 إلى والسال لمدة شهر واحد. أثناء وجوده، وقع عقدًا جديدًا مدته ثلاث سنوات في نادي أوستريال فورست، وبقى هناك حتى عام 2015. تم تمديد قرضه مع وولسول في 22 أكتوبر حتى 22 ديسمبر 2012، ولكن فورست استدعي بعد أربعة أيام بسبب إصابة حارس مرمى فورست ديميتار إيفتيموف.
انضم إلى ويسال في 1 يناير 2013 بموجب اتفاقية إعاره لمدة شهر واحد، بهدف تمديد القرض حتى نهاية الموسم.
تم استدعاء دارلو مرة أخرى في 10 يناير بعد إخطار لي كامب الأول الأول بأنه قد يترك النادي في نقل حر. في 12 يناير 2013، ظهر لأول مرة في دوري فورست في المباراة التي فاز فيها على بيتربورو 2-1، وانتهى بظهور 20 مباراة في الدوري في موسم 2012-13. وقع دارلو عقدًا جديدًا مدته أربع سنوات في 23 أغسطس 2013 ورسخ نفسه كحارس مرمى بيلي ديفيز الأول على الرغم من وصول دوروس دي فريس الصيف.

#### نيوكاسل يونايتد
وقعت دارلو عقد طويل الأمد مع نادي نيوكاسل يونايتد لمبلغ لم يكشف عنه في 9 أغسطس 2014. كجزء من الصفقة، تم إعارة هو وزميله جمال لاسيليس إلى نوتنغهام فوريست لموسم 2014-2015.
ظهر لأول مرة مع نيوكاسل في 25 أغسطس 2015، في مباراة كأس كابيتال وان ضد نورثهامبتون تاون التي فازت نيوكاسل 4-1. كان ظهوره الأول في الدوري الممتاز في 28 ديسمبر 2015، ضد وست بروميتش البيون كإدراج متأخر، بعد أن اضطر حارس المرمى المعتاد روب إليوت إلى الانسحاب بسبب المرض. خسر فريق Magpies المباراة بنتيجة 1-0 بعد أن تلقى دارلو رأسية دارين فليتشر بين يديه. بعد إصابة نهاية الموسم إلى إيليوت بينما كان بعيدا عن الواجب الدولي، اضطر دارلو للسيطرة على الشبكة في مباريات نيوكاسل في نهاية 8 مباريات في محاولة لتجنب الهبوط. في 30 أبريل 2016، أنقذ دارلو ركلة جزاء من يوهان كاباي، في الفوز بالدوري الممتاز 1-0 على كريستال بالاس. هبط نيوكاسل في 11 مايو بعد فوز غريمه سندرلاند على إيفرتون.

## إحصاءات
| النادي                | مواسم    | الدوري                         | الدوري | الدوري | كأس الأتحاد الأنجليزي | كأس الأتحاد الأنجليزي | كأس الدوري | كأس الدوري | أخرى | أخرى  | مجموع | مجموع | مجموع |
| النادي                | مواسم    | مواسم                          | لعب    | أهداف  | لعب                   | أهداف                 | لعب        | أهداف      | لعب  | أهداف | لعب   | أهداف |       |
| --------------------- | -------- | ------------------------------ | ------ | ------ | --------------------- | --------------------- | ---------- | ---------- | ---- | ----- | ----- | ----- | ----- |
| نوتينغهام فورست       | 2010–11 ‏ | دوري البطولة الإنجليزية        | 1      | 0      | 0                     | 0                     | 0          | 0          | 0    | 0     | 1     | 0     |       |
| نوتينغهام فورست       | 2012–13 ‏ | دوري البطولة الإنجليزية        | 20     | 0      | 0                     | 0                     | 1          | 0          | —    | —     | 21    | 0     |       |
| نوتينغهام فورست       | 2013–14 ‏ | دوري البطولة الإنجليزية        | 43     | 0      | 2                     | 0                     | 0          | 0          | —    | —     | 45    | 0     |       |
| نوتينغهام فورست       | 2014–15 ‏ | دوري البطولة الإنجليزية        | 42     | 0      | 0                     | 0                     | 2          | 0          | —    | —     | 44    | 0     |       |
| نوتينغهام فورست       | المجموع  | المجموع                        | 106    | 0      | 2                     | 0                     | 3          | 0          | 0    | 0     | 111   | 0     |       |
| نيوبورت كونتي (إعارة) | 2011–12 ‏ | دوري الدرجة الخامسة الإنجليزي  | 8      | 0      | —                     | —                     | —          | —          | 0    | 0     | 8     | 0     |       |
| نادي والسول (إعارة)   | 2012–13 ‏ | الدوري الإنجليزي الدرجة الأولى | 9      | 0      | 0                     | 0                     | —          | —          | 1    | 0     | 10    | 0     |       |
| نيوكاسل يونايتد       | 2015–16 ‏ | الدوري الإنجليزي الممتاز       | 9      | 0      | 0                     | 0                     | 1          | 0          | —    | —     | 10    | 0     |       |
| نيوكاسل يونايتد       | 2016–17 ‏ | دوري البطولة الإنجليزية        | 34     | 0      | 0                     | 0                     | 2          | 0          | —    | —     | 36    | 0     |       |
| نيوكاسل يونايتد       | 2017–18 ‏ | الدوري الإنجليزي الممتاز       | 10     | 0      | 1                     | 0                     | 1          | 0          | —    | —     | 12    | 0     |       |
| نيوكاسل يونايتد       | 2018–19 ‏ | الدوري الإنجليزي الممتاز       | 0      | 0      | 0                     | 0                     | 1          | 0          | —    | —     | 1     | 0     |       |
| نيوكاسل يونايتد       | 2019–20 ‏ | الدوري الإنجليزي الممتاز       | 0      | 0      | 5                     | 0                     | 1          | 0          | —    | —     | 6     | 0     |       |
| نيوكاسل يونايتد       | 2020–21 ‏ | الدوري الإنجليزي الممتاز       | 25     | 0      | 0                     | 0                     | 1          | 0          | —    | —     | 26    | 0     |       |
| نيوكاسل يونايتد       | 2021–22 ‏ | الدوري الإنجليزي الممتاز       | 8      | 0      | 0                     | 0                     | 0          | 0          | —    | —     | 8     | 0     |       |
| نيوكاسل يونايتد       | 2022–23 ‏ | الدوري الإنجليزي الممتاز       | 0      | 0      | 0                     | 0                     | 1          | 0          | —    | —     | 1     | 0     |       |
| نيوكاسل يونايتد       | المجموع  | المجموع                        | 86     | 0      | 6                     | 0                     | 8          | 0          | 0    | 0     | 100   | 0     |       |
| هال سيتي (إعارة)      | 2022–23 ‏ | دوري البطولة الإنجليزية        | 11     | 0      | 0                     | 0                     | 0          | 0          | —    | —     | 11    | 0     |       |
| المجموع               | المجموع  | المجموع                        | 220    | 0      | 8                     | 0                     | 11         | 0          | 1    | 0     | 240   | 0     |       |

## وصلات خارجية
- كارل دارلو على موقع قاعدة بيانات كرة القدم.إي يو (الإنجليزية)
- كارل دارلو على موقع Soccerbase.com (لاعب) (الإنجليزية)
- كارل دارلو على موقع Soccerway.com (الإنجليزية)
- كارل دارلو على موقع عالم كرة القدم.نت (الإنجليزية)
- كارل دارلو على موقع AS.com (الإسبانية)